# Balatonmáriafürdő
Balatonmáriafürdő là một thị trấn thuộc hạt Somogy, Hungary. Thị trấn này có diện tích 26,77 km², dân số năm 2010 là 656 người, mật độ 25 người/km².